# Surveillance (film, 1997)
Pour plus de détails, voir Fiche technique et Distribution.
Surveillance (埋伏, Máifú) est un film chinois réalisé par Huang Jianxin et Yang Yazhou, sorti en 1997.

## Synopsis
Deux agents de sécurité d'un chantier naval surveillent un suspect pour la police.

## Fiche technique
- Titre : Surveillance
- Titre original : 埋伏, (Máifú)
- Réalisation : Huang Jianxin et Yang Yazhou
- Scénario : Sun Yi'an
- Société de production : Xiaoxiang Productions
- Pays :  Chine
- Genre : Comédie dramatique
- Durée : 100 minutes
- Dates de sortie : 
  -  Chine : 14 janvier 1997

## Distribution
- Feng Gong : Ye Minzhu
- Jiang Shan : Bai Lin
- Teng Rujun : Tian Gongshun
- Zhang Jia-yi : Yang Gao

## Distinctions
Le film a été présenté en sélection officielle en compétition lors de Berlinale 1997.